# Impatiens
Impatiens (Riv. ex L., 1753) è un genere di piante angiosperme della famiglia Balsaminaceae.

## Descrizione
Il genere comprende piante erbacee, annuali o perenni, con fusti e foglie di vari colori. Presentano fiori speronati di colore bianco, rosa e rosso, spesso variegati, soprattutto durante la bella stagione.

## Distribuzione e habitat
Il genere è diffuso soprattutto in Asia e Africa ma alcune specie sono presenti anche in Nord America, America centrale e Europa.

## Tassonomia

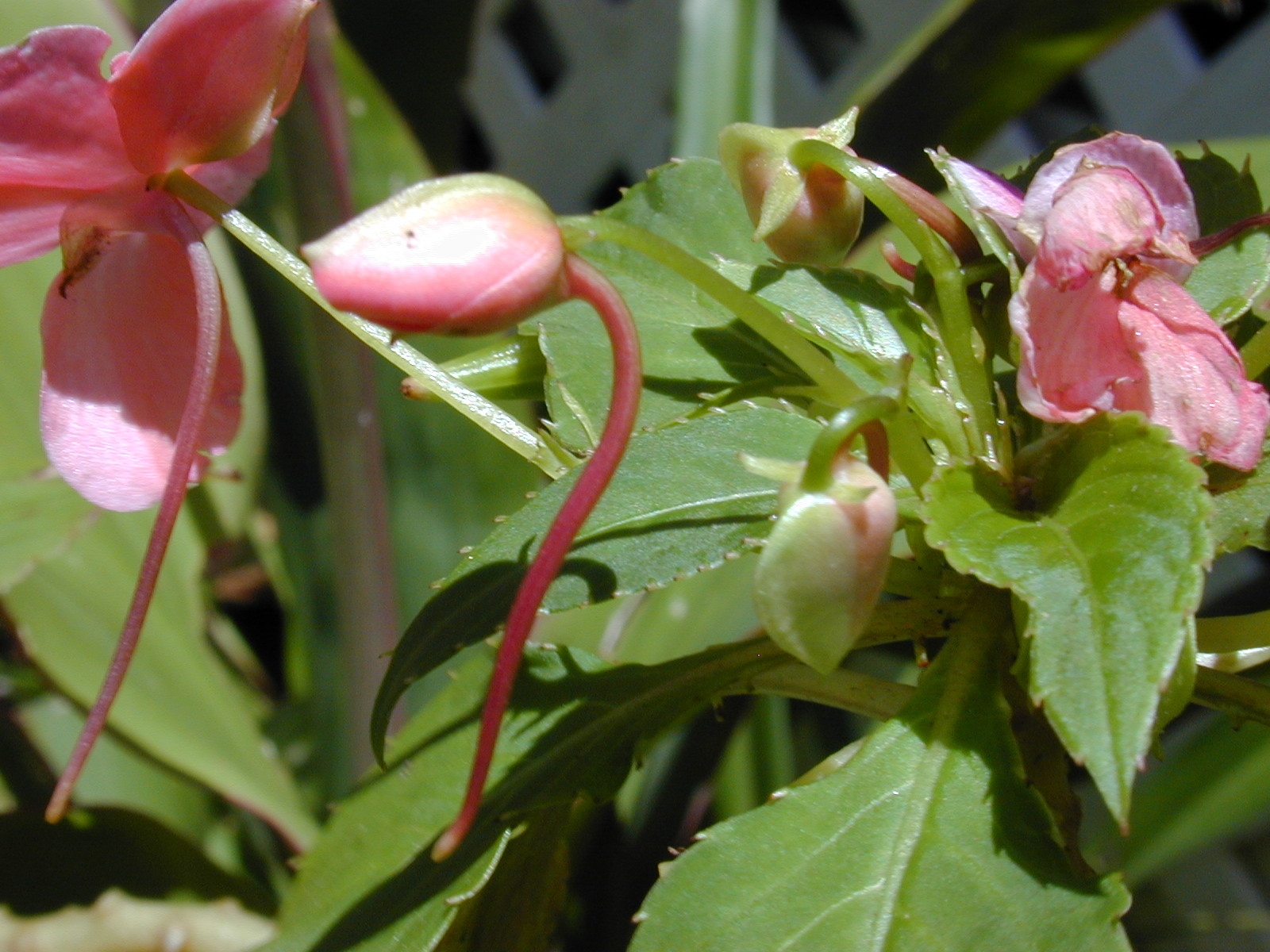
Impatiens wallerana

Il genere comprende oltre un migliaio di specie.
Tra le specie coltivate ricordiamo:
- I. balsamina L., originaria del Sudest asiatico e dell'India, chiamata volgarmente begli uomini, con fusti robusti, eretti e succulenti, alti fino a 75 cm, che portano foglie lanceolate con il margine dentato, di colore verde; i fiori ascellari, hanno petali ineguali, con uno sperone posteriore. La specie ha dato origine a numerose varietà a fiori doppi o semi-doppi, variamente colorati di bianco, rosso e viola.
- I. balfourii Hook. f., originaria dell'Himalaia, ha fiori colorati di rosa-vinoso, raccolti in cime ascellari, con la corolla leggermente tubulosa, con fioriture estivo-autunnali.
- I. capensis Meerb., di origine sudafricana, molto simile a I. balsamina, con i fiori colorati di rosa.
- I. hawkeri Hook. f., originaria delle zone tropicali dell'Africa, è una pianta perenne coltivata in serra o negli appartamenti, alta da 25 a 60 cm, rifiorente tutto l'anno, con fiori piani, a 5 petali colorati di rosso-carminio, con un sottile sperone.

## Usi

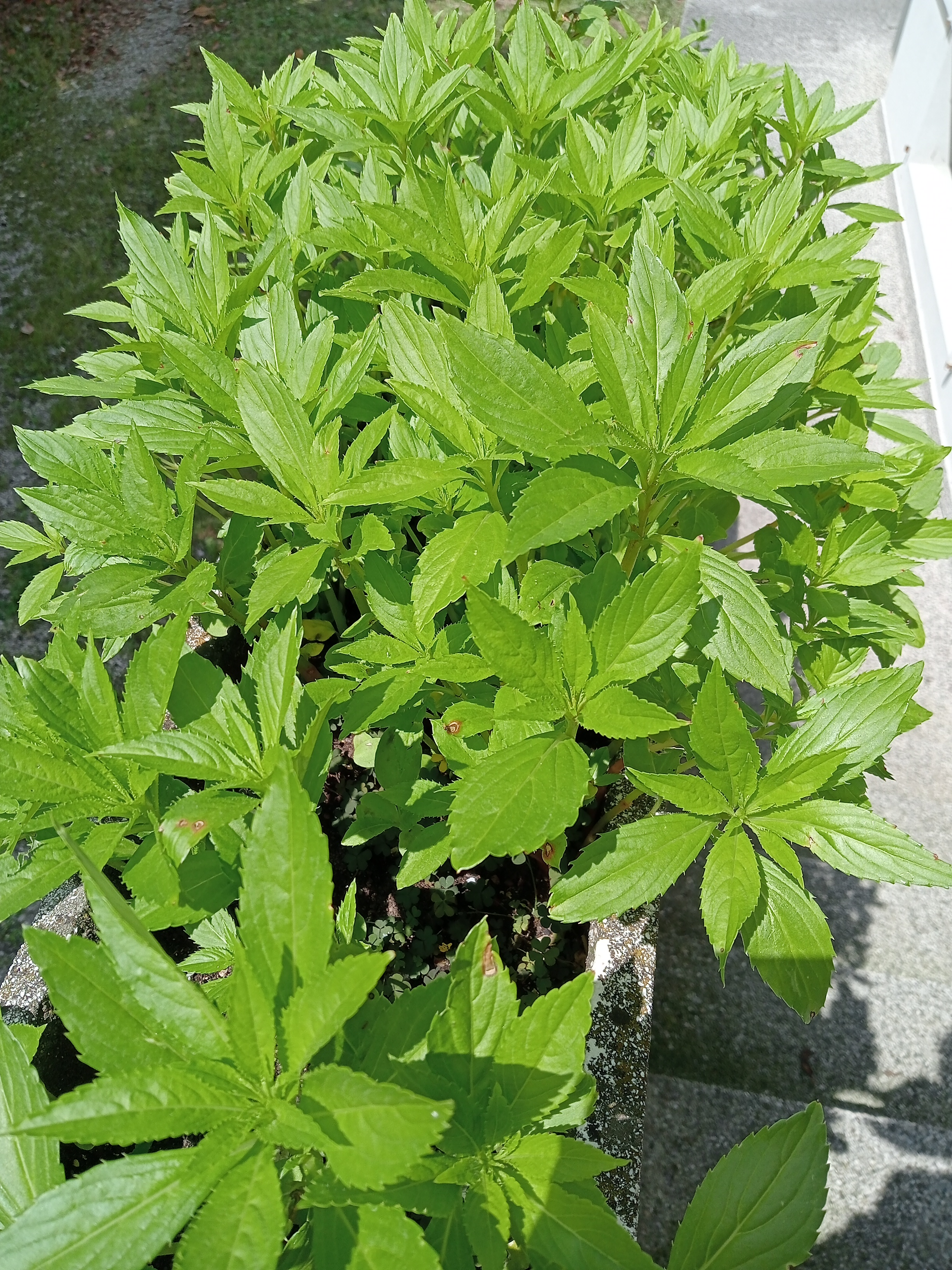
Piantine di Impatiens balsamina

Alcune specie sono utilizzate come pianta ornamentale in serra o in appartamento.

## Coltivazione
Coltivate generalmente come annuali, seminandole in marzo in serra calda e sostituendo le piante dopo la fioritura.
Richiedono zone a luce diffusa ma al riparo dall'esposizione diretta ai raggi del sole, ambiente caldo-umido, concimazioni 2 volte al mese nella bella stagione, con fertilizzanti liquidi e abbondanti annaffiature in terreni ben drenati.
Si moltiplica per seme o per mezzo di talea.

## Avversità
- Ruggine vescicolosa: l'attacco di Cronartium asclepiadeum provoca vescicole sulle parti epigee, contenenti le uredospore.

## Citazioni letterarie
La "Balsamina" viene citata più volte da Fëdor Dostoevskij sia nel romanzo Povera gente, sia nel successivo Le notti bianche, come pianta decorativa e profumata per davanzali e finestre.